# 장프랑수아 샹폴리옹

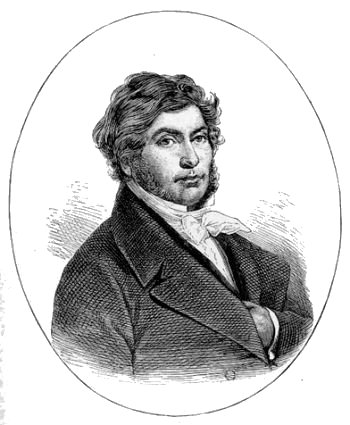
장프랑수아 샹폴리옹

장 프랑수아 샹폴리옹(프랑스어: Jean-François Champollion, 1790년 12월 23일 ~ 1832년 3월 4일)은 프랑스의 이집트학 연구가로서 이집트 상형문자의 해독에 처음으로 성공하였다.

## 생애
샹폴리옹은 프랑스의 옥시타니 로트주 피작(Figeac)지방에서 7명의 아이 중 막내로 태어났다. 그는 어려서 7년 동안 그르노블(Grenoble)에서 지냈으며 유년 시절부터 언어학에 대단한 재능을 보였었다. 16살이 되던 해에 12개의 언어를 마스터할 정도로 천재였으며 16살, 대학교 들어가기 전에 벌써 콥트어(고대 이집트어의 일종)에 많은 관심을 보였다. 20살이 되던 해에 그는 라틴어, 그리스어, 히브리어, 암하라어, 산스크리트어, 아베스타어 등 심지어 중국어까지 할 수 있었다. 1809년에 그르노블 대학에서 역사학 부교수가 되었고 그의 동양학, 특히 콥트어에 관심이 많은 결과인지, 그 결과 당시 발견된 로제타석에 적힌 글의 해독을 위임받게 되었다. 그래서 그는 1822~1824년간을 로제타석의 해독에 매달리게 된다. 끊없는 연구 끝에 필레에서 발굴된 오벨리스크 하나를 참조할 수 있었고 로제타석에 오벨리스크의 문자를 대입해 마침내 이집트어의 비밀을 알아낼 수 있었다. 그의 작품 《Précis du système hiéroglyphique》은 현대 이집트학을 탄생시킨다. 그의 이집트학은 나폴레옹의 이집트 원정에 영감을 받은 것이고 샹폴리옹은 프랑스 대학교에서 이집트학 교수가 되었다.

## 이집트 상형문자
토마스 영은 스웨덴 외교관 요한 아케르블라드의 조사에 대한 독자적인 연구를 바탕으로 고대 이집트 상형문자의 해독을 최초로 시도했던 사람이다. 그는 몇몇 문자를 번역할 수 있었지만 완전한 해독에는 이르지 못했다. 영의 작업은 후에 샹폴리옹이 해독작업을 시작할 수 있는 실마리가 된다. 1822년 샹폴리옹은 마침내 처음으로 해당 문자의 정확한 해독에 성공하고 고대 이집트어의 문법을 밝혀낸다.